# Ovatametra
Ovatametra is een geslacht van wantsen uit de familie van de Gerridae (schaatsenrijders). Het geslacht werd voor het eerst wetenschappelijk beschreven door Kenaga in 1942.

## Soorten
Het genus bevat de volgende soorten:

- Ovatametra amnica Drake, 1957
- Ovatametra bella Drake, 1957
- Ovatametra fusca Kenaga, 1942
- Ovatametra gualeguay Bachmann, 1966
- Ovatametra minima Kenaga, 1942
- Ovatametra obesa Kenaga, 1942
- Ovatametra parvula (Drake & Harris, 1935)
- Ovatametra thaumana Drake, 1959